# Joe Houston
Joe Houston, né le 11 juillet 1926 à Bastrop au Texas et mort le 28 décembre 2015 à Long Beach en Californie, est un saxophoniste de rhythm and blues américain.

## Carrière
Joe Houston joue du saxophone à la fin des années 1940, au Texas dans les orchestres d'Amos Milburn puis de Joe Turner. Ce dernier le pousse à monter son propre groupe. Houston commence alors sa carrière solo en enregistrant pour le label texan Freedom Records.
Dans les années cinquante, il est à Los Angeles et travaille pour une multitude de labels : Bayou Records, Imperial Records,  Mercury Records, Combo Records, Dootone Records et surtout pour les marques des frères Bihari, RPM, Modern et Kent. Son jeu est celui d'un « ténor hurleur » mis en avant dans des morceaux pour la plupart instrumentaux.
Joe Houston est resté actif jusque dans la décennie 2000.

## Discographie

### Singles
| Année | Titre                 | Album                                  | US R&B |
| ----- | --------------------- | -------------------------------------- | ------ |
| 1952  | "Worry, Worry, Worry" | Rock & Roll with Joe Houston & Rockers | 10     |
| 1952  | "Hard Time Baby"      | Rock & Roll with Joe Houston & Rockers | 10     |